# Страна каникул
«Страна каникул» (англ. Vacationland) — фильм Тодда Вероу, сюжет которого, по словам самого режиссёра, основан на событиях его собственной жизни.

## Сюжет
Джо заканчивает среднюю школу в городке Бангор, штат Мэн. Он в свои 18 лет стремится чего-то добиться, учиться дальше в художественной школе. А пока он подрабатывает – в супермаркете (там же работает его сестра), соглашается быть натурщиком у очень старого художника. Ещё он влюблен в  своего приятеля Эндрю и сознает, что тому, участнику школьной команды по регби, непросто признаться себе, что и он тоже гей. Эндрю чувствует так же как и Джо, поэтому они и стали близкими друзьями. Они встречаются с девушками, но те видят, что на самом деле их тянет друг к другу, и они уговаривают парней попробовать реальный секс между собой, а заодно и сходить на местную гей-дискотеку. И если Джо не сомневается в своей гомосексуальности, то Эндрю не может смириться со своей ориентацией и продолжает сомневаться. Хотя  интимные отношения Джо и Эндрю состоялись. Между тем Джо случайно, в общественном туалете, раскрывает ещё одного тайного гея, своего учителя французского. Джо использует страх разоблачения: этот учитель поможет ему получить самую лучшую рекомендацию для поступления. Эндрю пробует понять, что ему нужно, он даже решается на секс с хастлером, но все-таки сбегает от партнера. 
И вот Эндрю и Джо впервые отправляются в единственный в округе гей-бар. Там Джо узнает в одном из завсегдатаев, снимающих мальчиков, хозяина мебельной фирмы: ещё 10-летним Джо испытал насилие с его стороны. Другой персонаж гей-тусовки Тим, он 8 лет назад тоже был свидетелем и участником секс-насилия на мебельном складе, теперь же это опустившийся парень-хастлер, от которого недавно сбежал Эндрю. Именно Тим снимает в баре очередного, на все готового манерного «фага» и по сути жестоко расправляется с ним ночью на пустынном берегу. Невольными свидетелями становятся и Джо, и Эндрю.
Старик-инвалид, которому позировал Джо и у которого оба приятеля уже живут несколько месяцев, умирает, оставив записку. Смысл в том, что он верит в будущего художника Джо. В полученном Джо письме из училища подтверждается, что он принят. Хоть денег на учёбу нет, понятно, что Джо и Эндрю вот-вот уедут из Бангора, как и сестра Джо, ранее прихватившая выручку и севшая на самолет до Лос-Анджелеса. Впрочем, она звонит Джо с просьбой: деньги кончились. Джо решает отомстить растлителю: он зазывает его в квартиру умершего, вроде бы соглашается на секс, тем временем Эндрю оглушает мерзавца. Полутруп насильника они притаскивают на тот же пустынный берег, написав на его лбу "фаг". Эндрю удержит Джо от окончательной расправы, а бездыханное тело обнаружит Тим...
У водной глади, на фоне рассвета, сидят обнявшись Джо и Эндрю – время окончания школы и каникул, за которые они обрели такой опыт, позади. Предстоит вступление во взрослую жизнь.

## В ролях
| Актёр             | Роль  |
| ----------------- | ----- |
| Грегори Дж. Лукас | Эндрю |
| Брэд Халлоуэлл    | Джо   |
| Майкл Дион        | Тим   |
| Минди Хофман      | Крис  |